# Nordcyperns flagga
Nordcyperns flagga är vit med två röda balkar. I mitten en röd halvmåne, som representerar islam samt en röd stjärna. Flaggan för Nordcypern är både i färger och komposition väldigt lik Turkiets flagga.
Flaggan blev officiell genom lag 15/1984 som beslutades den 7 mars 1984 av Nordcyperns parlament och trädde i kraft den 9 mars 1984. På turkiska kallas flaggan Kuzey Kıbrıs Türk Bayrağı (ung. Nordcyperns turkiska flagga) eller Kuzey Kıbrıs Türk Cumhuriyeti Bayrağı (ung. Turkiska republiken Nordcyperns flagga).

## Statschefens standar

Presidentflagga